# KK Belišće
Košarkaški klub Belišće je košarkaški klub iz Belišća, Osječko-baranjska županija. 

## O klubu
Klub je osnovan na osnivačkoj skupštini održanoj 13. ožujka 1974. pod nazivom Omladinski košarkaški klub "Belišće" (OKK Belišće), te je započeo natjecanje u zonskoj ligi Slavonije i Baranje. 
 Do Domovinskog rata je uglavnom nastupao u Regionalnoj ligi Slavonije i Baranje i Hrvatskoj ligi - Istok. Po osamostaljenju Hrvatske, uglavnom nastupaju u B-1 ligi - Istok i A-2 ligi - Istok. Od sezone 2017./18. klub nastupa u novoj Drugoj košarkaškoj ligi - Istok, iako su izborili nastup u Prvoj košarkaškoj ligi.

## Poznati igrači
- Kristijan Preglej
- Hrvoje Čamagajevac
- Antun Katalenić
- Tomislav Čamagajevac
- Goran Šimić
- Damir Markota
- Mario Koprivnjak
- Darko Štefić
- Mario Čužić
- Zlatko Budimir
- Marko Raič
- Igor Kovačević

## Poveznice
- kkbelisce.hr, službene stranice  Arhivirana inačica izvorne stranice od 15. lipnja 2018. (Wayback Machine)
- eurobasket.com, KK Belišće